# Melissoptila boliviana
Melissoptila boliviana är en biart som beskrevs av Urban 1998. Melissoptila boliviana ingår i släktet Melissoptila och familjen långtungebin. Inga underarter finns listade i Catalogue of Life.